# Stiv Bators
Stiv Bators (eg. Steven John Bator), född 22 oktober 1949 i Youngstown, Ohio, död 3 juni 1990 i Paris, var en amerikansk rocksångare och kultikon, från Girard, Ohio, mest känd som frontman för punkgruppen The Dead Boys och punk/powerpop-bandet The Lords Of The New Church. Han släppte också en soloskiva och samarbetade med många andra artister. Bators dog i en bilolycka i Paris 1990.

## Biografi

### 1970-talet: The Dead Boys
Huvudartikel: The Dead Boys
Stiv Bators grundade punkbandet The Dead Boys 1976 i New York och spelade in tre skivor med bandet. The Dead Boys blev kända som den mest extravaganta punkgruppen på 1970-talet, mycket långt på grund av Bators vilda scenstil. Under sin karriär har han skurit upp sig på scen med trasiga flaskor och strypt sig själv på sin mikrofonsladd (han måste återupplivas av första hjälp-personal). The Dead Boys splittrades 1979.

### 1980: Soloskivan
1980 flyttade Bators till Los Angeles och skrev på ett kontrakt med skivbolaget Bomp!, som mest var känt för att producera power pop-skivor. Det var ett medvetet drag av sångaren, som snabbt ville bli av med stämpeln som Dead Boys-frontman. Han spelade in tre låtar med Kim Fowley och Jimmy Pursey, men de gavs ut först efter Bators död på samlingsskivan L.A. L.A. 
Resten av året gick åt till inspelningen av skivan Disconnected tillsammans med Frank Secich (bas), David Quinton (trummor) och Georgie Harrison (gitarr). Med Disconnected levererade Bators en mer kontrollerad sida av sig själv. Den vettlösa galningen i The Dead Boys hade tonats ner till en fortfarande aggressiv punkare, men mycket mer kontrollerad och poppig. Skivan fick ett blandat mottagande, och efter några livespelningar flyttade Bators till London, där han själv (ex. Dead Boys), Dave Treganna (ex. Sham 69) och Rat Scabies (ex. the Damned) en kort tid hade ett band de kallade "Dead Damned Sham Band".

### 1981–1989: The Wanderers & TLOTNC
1981 grundade Bators bandet The Wanderers i London, en punkpopgrupp med förkärlek för konspirationsteorier tillsammans med Dave Parson och Dave Tregunna från Sham 69. Gruppen gav ut en skiva. The Wanderers var ett förstadium till supergruppen The Lords Of The New Church, som grundades samma år med Tregunna samt Brian James från The Damned och Nick Turner från The Barracudas.  Gruppen gav ut tre skivor och (samt två liveskivor och samlingsskivor). 1989 splittrades bandet då Bators hoppade av.
Under sin karriär samarbetade han också med artister som Rat Scabies, Little Steven, Michael Monroe, Greg Shaw, Full Time Men, Dee Dee Ramone, Johnny Thunders och Tony James.

### Bators sista år
Bators bodde under sina sista år i Paris. 1990 blev han påkörd av en bil på gatan när han var full. Hans flickvän tog honom till en läkare, men läkaren sände hem honom. Han dog samma natt i sömnen. Till hans minne sjöng hans goda vän och före detta rumskamrat Michael Monroe in The Dead Boys låt "Ain’t It Fun" tillsammans med Axl Rose på Guns N' Roses skiva The Spaghetti Incident.
Under sina sista år hade Bators arbetat på en soloskiva. De halvfärdiga sångerna släpptes år 1996 på skivan The Last Race.

## Bators band
- Frankenstein / The Dead Boys
- The Wanderers
- The Dead Damned Sham Band
- The Whores Of Babylon
- Lords Of The New Church

## Diskografi
- Young Loud And Snotty (The Dead Boys, 1977)
- We Come For Your Children (The Dead Boys, 1978)
- Disconnetced (Solo, 1980)
- Night Of The Living Dead Boys (The Dead Boys, 1981)
- Only Lovers Left Alive (The Wanderers, 1981)
- The Lords Of The New Church (The Lords Of The New Church, 1982)
- Is Nothing Sacred? (The Lords Of The New Church, 1983)
- The Method To Our Madness (The Lords Of The New Church, 1984)
- Live At The Spit (The Lords Of The New Church, 1988
- The Last Race (Solo, 1996)